# Bitwa o Camerone
Bitwa o Camerone (hiszp. Camarón, 30 kwietnia 1863) – starcie zbrojne, które miało miejsce w trakcie francuskiej interwencji w Meksyku, pomiędzy oddziałem Legii Cudzoziemskiej a meksykańską armią.

## Przed bitwą
Pod koniec marca 1863 roku do Veracruz dotarł wysłany z Francji do Meksyku oddział Legii Cudzoziemskiej składający się z 2 batalionów piechoty i jednej kompanii sztabowej pod dowództwem pułkownika Pierre’a Jeanningrosa. Legioniści otrzymali za zadanie obronę linii zaopatrzeniowych francuskiej armii na trasie Veracruz–Puebla. 15 kwietnia 1863 roku z Veracruz wyruszył konwój transportujący pieniądze przeznaczone na żołd oraz działa dla wojsk generała Foreya oblegających Pueblę. Pułkownik Jeanningros wyznaczył do jego ochrony dwie kompanie, które 27 kwietnia wyruszyły z Chiquihuite. 29 kwietnia pułkownik został poinformowany przez indiańskiego zwiadowcę, że Meksykanie dowiedzieli się o konwoju i zamierzają go wkrótce zaatakować w sile kilku szwadronów kawalerii i 3 batalionów piechoty wzmocnionych przez oddziały partyzanckie. Jeanningros wysłał 3. kompanię 1. batalionu z rozkazem rozpoznania siłą drogi od Veracruz do Palo Verde. W razie, gdyby oddział odnalazł konwój miał dołączyć do jego eskorty. Stan nominalny 3. kompanii wynosił 120 ludzi, z których tylko 62 było zdolnych do służby. Na dowódcę kompanii wyznaczono adiutanta batalionu kapitana Jeana Danjou.

## Bitwa
3. kompania opuściła obóz o północy 30 kwietnia. O 2.30 oddział dotarł do placówki w Paso del Macho obsadzonej przez kompanię grenadierów. Dowódca grenadierów zaproponował, że dołączy do 3. kompanii, ale Danjou odmówił, gdyż przygotowanie do wymarszu zajęłoby sporo czasu a chciał jak najszybciej dotrzeć na miejsce. O 7.00 legioniści minęli zrujnowaną hacjendę Camarón de Tejeda i dotarli do Palo Verde. W zrujnowanym miasteczku nikogo nie odnaleziono. Danjou wystawił warty i zarządził przerwę na odpoczynek. Niedługo potem legioniści zauważyli dużą chmurę kurzu, nadciągającą z zachodu. Zidentyfikowano ją jako oddział wrogiej kawalerii. Kapitan Danjou postanowił wycofać się do obozu w pewnym oddaleniu od drogi na Chiquihuite pod osłoną gęstych krzewów porastających okolicę. Wycofujący się Francuzi zostali wkrótce wykryci przez meksykańską kawalerię. Dwa szwadrony kawalerii rozpoczęły szarżę na legionistów. Francuzi uformowali czworobok i gęstym ogniem odparli Meksykanów. Danjou stwierdził, że dalsze pozostawanie na otwartym terenie nic nie da i zdecydował o wycofaniu się do hacjendy, której zabudowania mogły zapewnić osłonę. Meksykanie dokonali drugiej szarży, którą również odparto. Grupa meksykańskich żołnierzy w tym czasie zajęła jedno z pięter domu. W czasie odwrotu 3. kompania straciła 16 ludzi. Francuzi po dotarciu do zabudowań znaleźli się pod dosyć niecelnym ostrzałem Meksykanów z piętra. Legionistom nie udało się jednak wyprzeć ich stamtąd. Danjou musiał z tego powodu wydzielić grupę, której zdaniem było ciągłe atakowanie pozycji przeciwnika. 
Spieszeni meksykańscy kawalerzyści próbowali przedrzeć się przez zrujnowane fragmenty murów, co jednak im się nie powiodło. O 9.30 do hacjendy zbliżył się meksykański porucznik wymachujący białą chustką. Poinformował kapitana Danjou, że jest otoczony przez 2 tysiące żołnierzy i zaproponował mu honorową kapitulację. Francuz odmówił wiedząc, że w tym momencie wiąże siły przeznaczone do ataku na konwój. Walka została wznowiona około godziny 11. Danjou został trafiony kulą i zmarł po 5 minutach. Dowództwo przejął podporucznik Villain. Niedługo potem Meksykanie otrzymali wzmocnienie w postaci tysiąca żołnierzy piechoty dowodzonych przez pułkownika Francisco Milána oraz miejscowych oddziałów partyzanckich. Ponowiono ofertę kapitulacji, która została znowu odrzucona. Legioniści odparli kilka poważniejszych ataków, ale skończyła się im woda w manierkach. O 14.00 zginął Villain i dowództwo przeszło w ręce podporucznika Maudeta. Obrońcom zaczynała się kończyć amunicja. Meksykanie wybili kilka dziur w murach i wrzucili do środka płonące wiązki słomy. 
Około godziny 17.00 obrońcy mieli już tylko 12 ludzi i mimo tego ponownie nie przyjęli oferty kapitulacji. Meksykanie przypuścili zmasowany atak na hacjendę. Po godzinie zaciętej walki Maudet i 5 mogących się jeszcze utrzymać na nogach legionistów zabarykadowało się w stajni. Pozostałą część hacjendy została zdobyta przez meksykańskich żołnierzy. Na polu walki pozostał podporucznik Maudet i pięciu jego ludzi: kapral Maine oraz legioniści Cateau, Wensel, Constantin, Léonhard. Każdy z nich zachował po jednym naboju i bagnet na broni. Na rozkaz ustawili się plecami do ściany ogrodzenia, odpalili z broni i rzucili się z bagnetami na przeciwnika. Maudet i 2 legionistów zginęli jak tylko wybiegli ze stajni. Trzech pozostałych Francuzów stanęło do siebie plecami – nastąpił końcowy atak. Maine wraz z dwoma kolegami mieli być zmasakrowani, gdy oficer meksykański uratował ich krzycząc «Poddajcie się!» - «Poddamy się, jeżeli pozwolicie nam opatrzyć naszych rannych i pozwolicie zachować nam broń» Ich bagnety nadal były groźnie skierowane w stronę wroga. «Takim ludziom jak wy niczego się nie odmawia!» odpowiedział oficer.
Sześćdziesięciu ludzi kapitana Danjou dotrzymało słowa i przez jedenaście godzin odpierało ataki 2000 przeciwników, zabijając i raniąc około 300 spośród nich. Dzięki swemu poświęceniu, ratując konwój, wykonali powierzone im zadanie. Cesarz Napoléon III zadecydował, że nazwa Camerone będzie zapisana na sztandarach regimentów cudzoziemskich, a nazwiska Danjou, Vilain i Maudet zostaną wygrawerowane złotymi literami na ścianach « Invalides » w Paryżu. Oprócz tego w miejscu bitwy został wybudowany w 1892 roku, monument na cześć legionistów. Widnieje na nim napis:

BYŁO ICH MNIEJ NIŻ SZEŚĆDZIESIĘCIU
NAPRZECIWKO CAŁEJ ARMII, KTÓRA ICH ZGNIOTŁA,
ŻYCIE PRĘDZEJ NIŻ ODWAGA OPUŚCIŁO
TYCH ŻOŁNIERZY FRANCUSKICH
DNIA 30 KWIETNIA 1863 ROKU 
W PAMIĘCI, WDZIĘCZNA OJCZYZNA WZNIOSŁA TEN MONUMENT

## Po walce
Straty wojsk meksykańskich wyniosły około 300 rannych i zabitych, wojsk francuskich zaś 59 zabitych oraz rannych. Dzięki obronie Camarón de Tejeda konwój zdołał dotrzeć do Puebli i dostarczył ciężkie działa, które umożliwiły zakończony sukcesem atak na miasto. Po jego zdobyciu droga na miasto Meksyk stanęła przed wojskami francuskimi otworem.